# در عشق و جنگ
در عشق و جنگ (به انگلیسی: In Love and War) فیلمی درام و جنگی به کارگردانی و تهیه کنندگی ریچارد اتنبرا محصول سال ۱۹۹۶ است. این فیلم بر پایه رمانی از هنری اس ویلارد و جیمز نیگل ساخته شده که همین رمان برگرفته از زندگی حقیقی ارنست همینگوی برنده جایزه ادبیات نوبل است. کریس اودانل و ساندرا بولاک نیز بازیگران اصلی این فیلم هستند.

## خلاصه داستان
ارنست همینگوی جوان کنجکاوی است که علاقه زیادی برای رفتن به خط مقدم جبهه دارد اما ارتش اجازه حضور در جنگ را به عنوان سرباز به او نمی‌دهد و ارنست فقط می‌تواند به عنوان راننده آمبولانس به جبهه برود. در یکی از مأموریت‌هایش انفجاری او را دچار زخمی حاد و راهی بیمارستانی بیابانی در شمال ایتالیا می‌کند. ابتدا قرار بود که پایش قطع شود اما پرستاری زیبارو و مهربان به نام اگنس ون کوروسکی مانع این کار شد. بعدها در فیلم طی اتفاقاتی این دو یعنی اگنس ۲۷ ساله و ارنست ۱۹ ساله شدیداً عاشق یکدیگر می‌شوند تا اینکه جنگ تمام شده و…

## در ایران
این فیلم در ایران توسط مؤسسه قرن بیست و یک دوبله شد. مدیریت دوبلاژ این فیلم را چنگیز جلیلوند بر عهده گرفت.